# Sebastian Bednarczyk
Sebastian Bednarczyk (ur. 21 września 1989) – polski lekkoatleta, sprinter, z klubem AZS AWF Kraków sięgnął w 2013 roku po klubowe mistrzostwo Polski. Indywidualnie akademicki wicemistrz Polski w biegu na 100 metrów, wicemistrz Polski seniorów w sztafecie 4 x 100 metrów. W 2011 roku brązowy medal MMP dał mu awans na Młodzieżowe Mistrzostwa Europy w Ostrawie
W sezonie 2014 znalazł się w składzie Kadry Narodowej w bobslejach.